# Pegomya flavifrons
Pegomya flavifrons är en tvåvingeart som först beskrevs av Walker 1849.  Pegomya flavifrons ingår i släktet Pegomya och familjen blomsterflugor. Arten är reproducerande i Sverige. Inga underarter finns listade i Catalogue of Life.